# Gian Luca Barandun
Gian Luca Barandun (* 28. Juni 1994; † 4. November 2018 in Schluein) war ein Schweizer Skirennfahrer. Er war vor allem in den Disziplinen Abfahrt, Super-G sowie Kombination erfolgreich.

## Biografie
Barandun stammte aus Präz im Kanton Graubünden. Als 15-Jähriger nahm er im Februar 2010 erstmals an FIS-Rennen teil. Nennenswerte Erfolge blieben in den folgenden Jahren zunächst aus, weshalb er auch nie an Juniorenweltmeisterschaften teilnahm. Seinen ersten Einsatz im Europacup hatte er im Januar 2014. Bis er in dieser Rennserie Fuss fassen konnte, vergingen zwei weitere Jahre. Am 20. Dezember 2016 erreichte Barandun beim Super-G auf der Reiteralm den zweiten Platz; damit gelang ihm erstmals in seiner Karriere ein Podestplatz im Europacup. Im weiteren Verlauf der Saison wurde er weitere zwei Mal Zweiter; damit belegte er den vierten Platz in der Gesamtwertung.
Sein Debüt im Weltcup hatte Barandun am 13. Januar 2017 in der Kombination von Wengen. Er fuhr in diesem Rennen auf Platz 28 und gewann somit auf Anhieb Weltcuppunkte. Das beste Weltcupergebnis erzielte er am 29. Dezember 2017 mit Platz 9 in der Kombination von Bormio. Am 22. Februar 2018 gewann er einen Europacup-Super-G im Sarntal. 
Am 4. November 2018 verunglückte Barandun im Alter von 24 Jahren in Schluein mit einem Gleitschirm tödlich. Beim Ausführen einer  Steilspirale geriet er zu tief und schlug so schwer auf dem Boden auf, dass er noch an der Unfallstelle verstarb.

## Erfolge

### Weltcup
- 1 Platzierung unter den besten zehn

### Weltcupwertungen
| Saison  | Gesamt | Gesamt | Abfahrt | Abfahrt | Kombination | Kombination |
| Saison  | Platz  | Punkte | Platz   | Punkte  | Platz       | Punkte      |
| ------- | ------ | ------ | ------- | ------- | ----------- | ----------- |
| 2016/17 | 158.   | 3      | –       | –       | 41.         | 3           |
| 2017/18 | 74.    | 73     | 29.     | 44      | 17.         | 29          |

### Europacup
- Saison 2016/17: 4. Gesamtwertung, 3. Super-G-Wertung, 5. Abfahrtswertung, 6. Kombinationswertung
- Saison 2017/18: 2. Super-G-Wertung
- 6 Podestplätze, davon 1 Sieg:

| Datum            | Ort     | Land    | Disziplin |
| ---------------- | ------- | ------- | --------- |
| 22. Februar 2018 | Sarntal | Italien | Super-G   |